# Bodzás Sándor
Bodzás Sándor (Nyíregyháza, 1985. –) magyar gépészmérnök, tanszékvezető-helyettes, egyetemi docens. Jelenleg a Debreceni Egyetem Műszaki Kar oktatója. 2011-ben tagja lett a Debreceni Akadémiai Bizottság Műszaki Szakbizottságának, 2012-től tagja a Magyar Mérnöki Kamarának. 2017-ben a Debreceni Akadémiai Bizottság Műszaki Szakbizottságának Elnöke.

## Életútja
2004-ben érettségizett a Bánki Donát Gépészeti Szakközépiskolában kitűnő eredménnyel.
2004 és 2009 között a Miskolci Egyetem Gépészmérnöki és Informatikai Karán gépészmérnöki szakon (minőségbiztosítás szakiránnyal és géptervező mellékszakiránnyal) kiváló minősítéssel végzettséget szerzett. Nyelvvizsgája van angol és spanyol nyelvből.
Doktori tanulmányait 2009-ben a Miskolci Egyetem Sályi István Gépészeti Tudományok Doktori Iskolában végezte, ahol csigahajtások konstrukciója és gyártástechnológiája témakörben kezdte meg kutatását. Doktori témavezető: dr. Dudás Illés, DSc. Professzor úr, aki az MTA doktora, a Miskolci Egyetem Gépgyártástechnológiai Tanszék korábbi tanszékvezetője.
2009 szeptemberétől nappali tagozatos doktoranduszként a Miskolci Egyetem Gépgyártástechnológiai Tanszékén tevékenykedett.
2011 februárjától a Nyíregyházi Egyetem Műszaki Alapozó, Fizika és Gépgyártástechnológia Tanszékén főiskolai adjunktusként dolgozott. Doktori tanulmányai alatt több rangos szakmai folyóiratban publikált és szakmai konferenciákon adott elő magyar és angol nyelven.
Tanulmányútjai közül kiemelkedő a spanyolországi utazás 2014 januárban, mely során Dudás Professzor úrral és doktorandusz társával a Cartagena-i Egyetemen dr. Alfonso Fuentes Professzor úrnál voltak, aki egy nagy szakmai tapasztalattal rendelkező, nemzetközileg elismert Professzor a fogazott hajtópárok kutatása tématerületen.
2014. június 11-én a Miskolci Egyetemen védte meg doktori (PhD) értekezését „Summa cum laude” minősítéssel gépészeti tudományok, azon belül gépgyártástechnológia szakterületen. Doktori értekezésének címe: Kúpos csiga-, tányérkerék- és szerszám felületek kapcsolódásának elemzése.
2014 augusztusától a Debreceni Egyetem Gépészmérnöki Tanszékén dolgozik adjunktusként, majd 2015 márciusától főiskolai docensként. 2016 novemberében Tanszékvezető helyettes lett. 2018 szeptembertől egyetemi docensi státuszban végzi oktatói és kutatói munkáját. Az Egyetemen többek között a Gyártástechnológia I., II., Manufacturing Processes I., Manufacturing Technologies, Gyártóeszköz tervezés, Design of Manufacturing Devices, Gyártásautomatizálás, Production Automation tantárgyak tárgyfelelőse és előadója.
2015 és 2016 között a Debreceni Egyetem Lean szakmérnöki szakán levelező tagozaton kiváló minősítéssel szerzett szakmérnöki diplomát.
Kutatási területe: gyártástechnológiai eljárások elemzése és fejlesztése, fogazott hajtópárok tervezése, modellezése és TCA elemzése. Publikációi (magyar és angol nyelvű folyóiratcikkek, szabadalom stb.) a Magyar Tudományos Művek Tárában (MTMT) megtalálhatóak.

## Végzettsége, képesítései
- 2004. április: Országos Műszaki Tanulmányi Verseny 9. helyezés, Székesfehérvár
- 2004. június: műszaki szakközépiskolai érettségi, gépész tagozat, Bánki Donát Gépészeti Szakközépiskola, eredmény: kitűnő
- 2009. július: okleveles gépészmérnök, minőségbiztosítás szakirány és géptervező mellékszakirány, Miskolci Egyetem, a diploma minősítése: kiváló
- 2014. május: Nemzeti Kiválóság Program, Kutatáskivonat Verseny, 9. helyezés (országos szinten), Budapest
- 2014. június 11.: doktori védés (PhD), Sályi István Gépészeti Tudományok Doktori Iskola, Miskolci Egyetem, a diploma minősítése: „summa cum laude”
- 2014. október: Nemzeti Kiválóság Program, Tudományos Fotóverseny, 1. helyezés (országos szinten), Budapest
- 2016. június: LEAN szakmérnök, Debreceni Egyetem, Műszaki Kar, a diploma minősítése: kiváló

## Díjai, elismerései
- Kari Tanulmányi Emlékérem Bronz fokozata kiemelkedő tanulmányi eredményért és példamutató emberi magatartásért. (2008)[2]
- Tanulmányi Emlékérem Arany fokozata kiemelkedő tanulmányi eredményért és példamutató emberi magatartásért. (2009)[2]
- A gépész szakma nagykövete (2016)[4]
- Bolyai János Kutatói Ösztöndíj (2017)[5]
- Nemzeti Kiválóság Program Bolyai+ Kutatási Ösztöndíj (2018)